# コゴッロ・デル・チェンジョ
コゴッロ・デル・チェンジョ（伊: Cogollo del Cengio）は、イタリア共和国ヴェネト州ヴィチェンツァ県にある、人口約3,200人の基礎自治体（コムーネ）。

## 地理

### 位置・広がり

#### 隣接コムーネ
隣接するコムーネは以下の通り。
- アルシエーロ
- カルトラーノ
- ピオヴェーネ・ロッケッテ
- ロアーナ
- ヴァルダスティコ
- ヴェーロ・ダスティコ

### 気候分類・地震分類
気候分類では、zona E, 2607 GGに分類される。
また、イタリアの地震リスク階級 (it) では、zona 2 (sismicità media) に分類される。

## 行政

### 分離集落
コゴッロ・デル・チェンジョには、以下の分離集落（フラツィオーネ）がある。
- Casale, Grumoventaro, Piangrande, Ponte Pilo, Mosson, Rutello, Schiri

## 姉妹都市
- Mauthausen、オーストリア 1999年